# Harskirchen
Harskirchen est une commune française située dans la circonscription administrative du Bas-Rhin et, depuis le 1er janvier 2021, dans le territoire de la Collectivité européenne d'Alsace, en région Grand Est.
Cette commune se trouve dans la région historique et culturelle d'Alsace.
Ses habitants sont les Harskirchois et les Harskirchoises.

## Géographie

### Description
La commune se situe dans la région naturelle de l'Alsace Bossue.

### Communes limitrophes
| Sarralbe (Moselle) | Keskastel et Schopperten |             |
| Bissert            | Harskirchen              | Sarre-Union |
| Altwiller          | Diedendorf               | Sarrewerden |

### Hydrographie
La commune est dans le bassin versant du Rhin au sein du bassin Rhin-Meuse. Elle est drainée par la Sarre, le canal des Houilleres de la Sarre, le ruisseau le Naubach, le ruisseau le Mittelachgraben, le ruisseau du Vieil Étang et le ruisseau le Grundbach,.

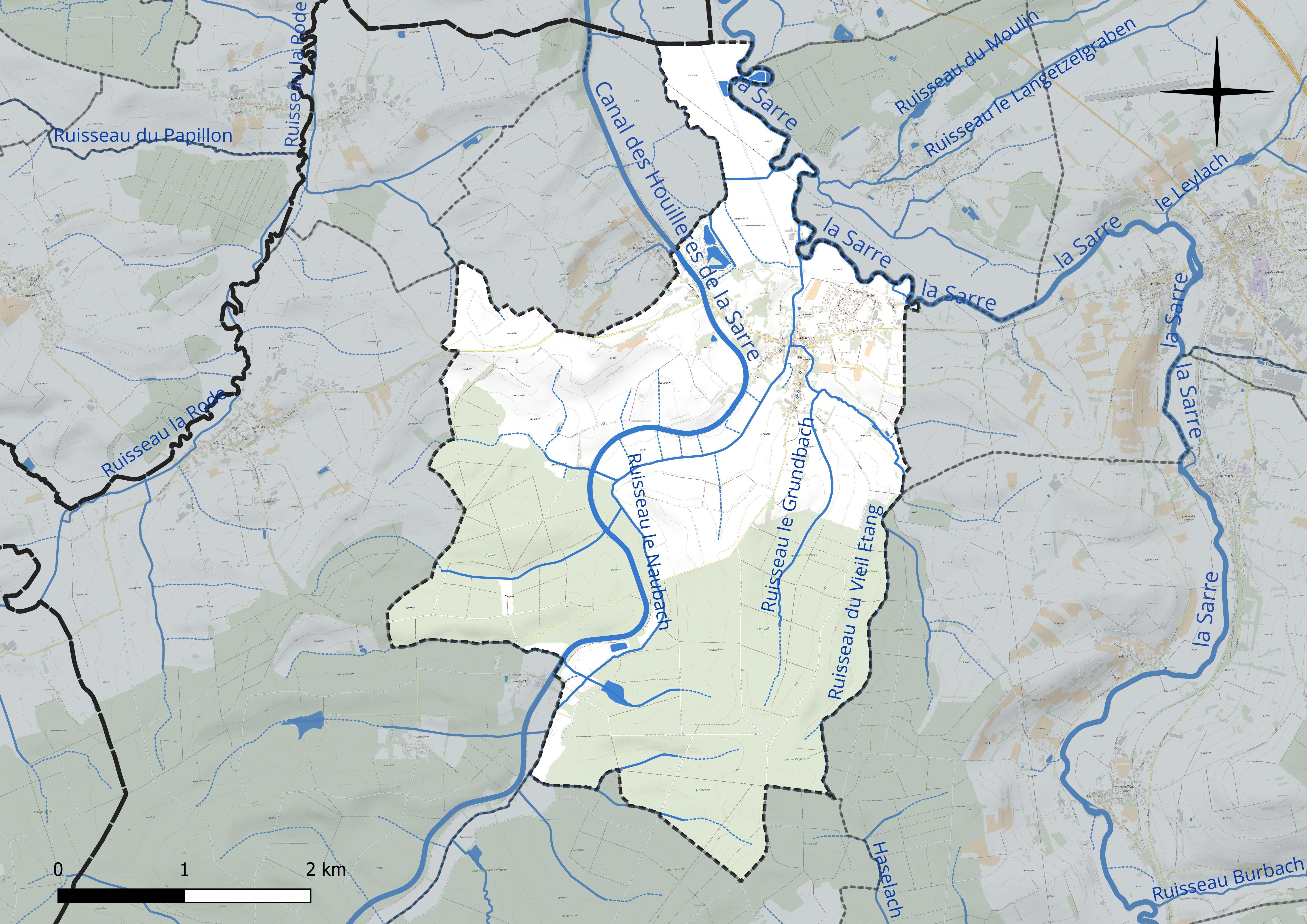
Réseau hydrographique de Harskirchen.

La Sarre, d'une longueur totale de 129,2 km, est un affluent de la Moselle et donc un sous-affluent du Rhin, qui coule en Lorraine, en Alsace bossue et dans les Länder allemands de la Sarre et de Rhénanie-Palatinat. Les caractéristiques hydrologiques de la Sarre sont données par la station hydrologique située sur la commune de Keskastel. Le débit moyen mensuel est de 8,94 m3/s. Le débit moyen journalier maximum est de 268 m3/s, atteint lors de la crue du 26 mai 1983. Le débit instantané maximal est quant à lui de 298 m3/s, atteint le même jour.
Le canal des houillères de la Sarre, d'une longueur de 65 km, réalisé entre 1861 et 1866, traverse le nord-est de la Lorraine et borde l'Alsace bossue à l'ouest. 
Le Naubach, d'une longueur totale de 23 km, prend sa source dans la commune de Belles-Forêts et se jette  dans la Sarre sur la commune, après avoir traversé huit communes. 

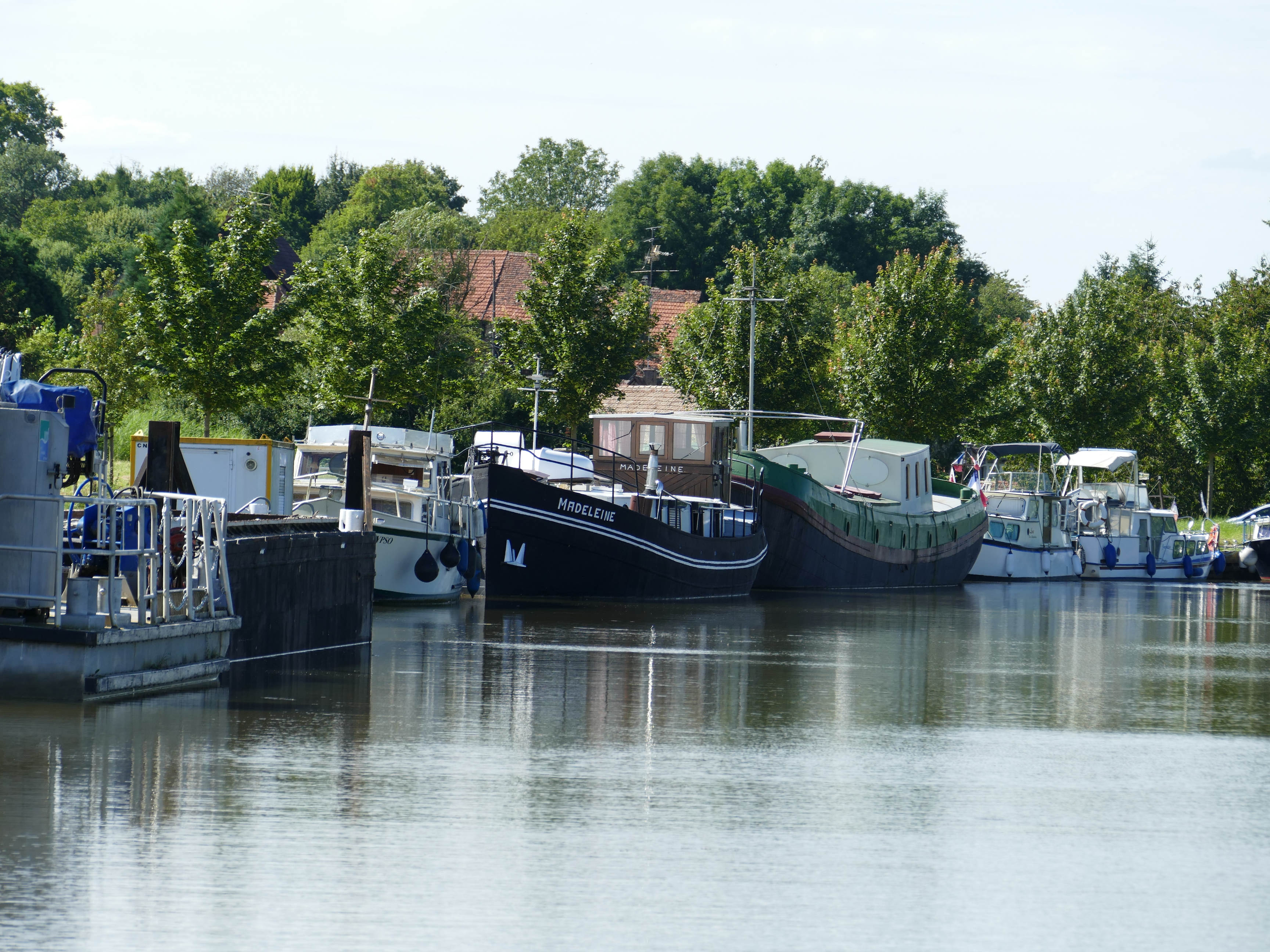
Le port Bissert
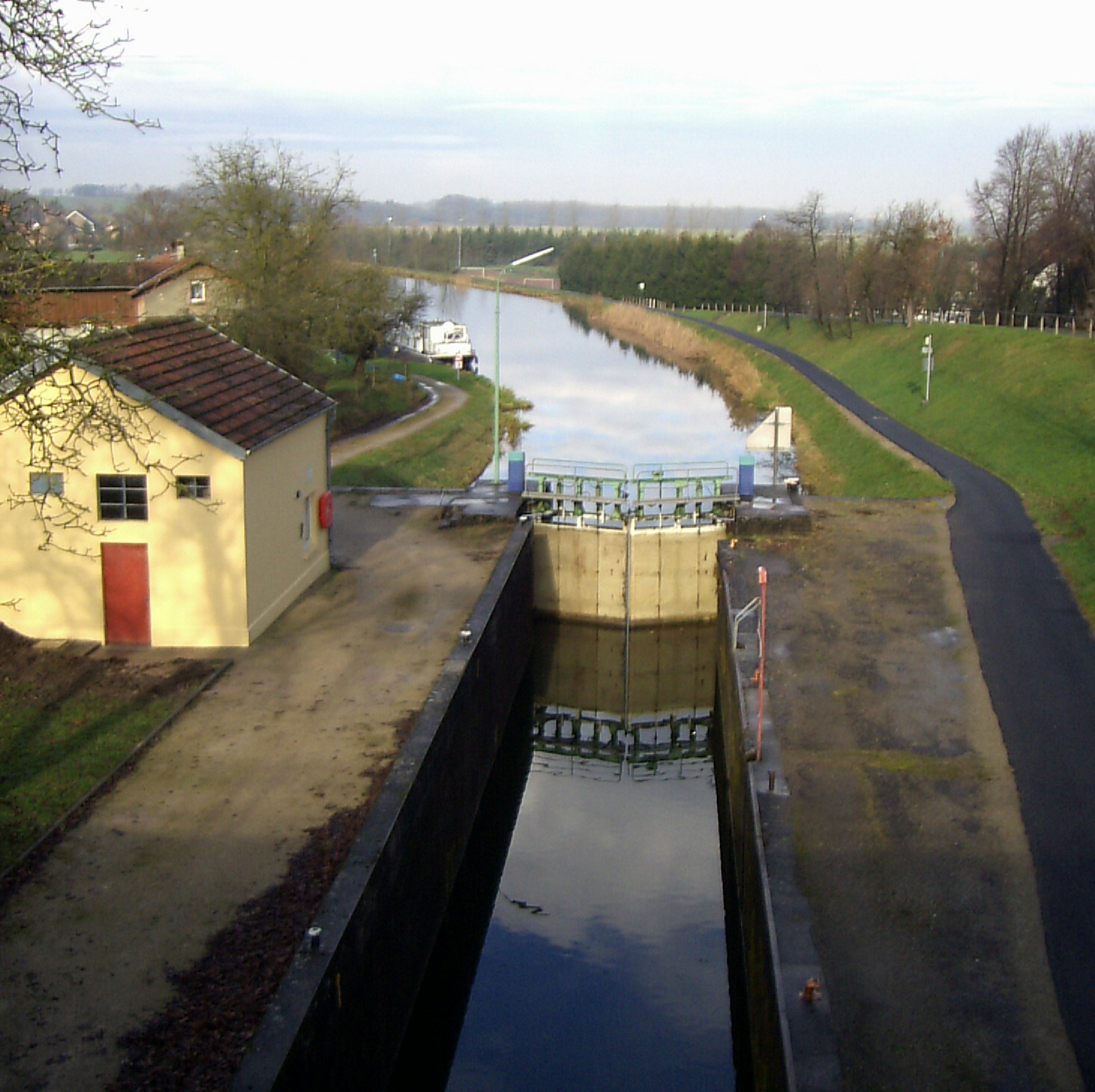
L'écluse de Harskirchen sur le canal des Houillères

.

### Climat
Pour des articles plus généraux, voir Climat du Grand Est et Climat du Bas-Rhin.
En 2010, le climat de la commune est de type climat des marges montargnardes, selon une étude du Centre national de la recherche scientifique s'appuyant sur une série de données couvrant la période 1971-2000. En 2020, Météo-France publie une typologie des climats de la France métropolitaine dans laquelle la commune est exposée à un climat semi-continental et est dans la région climatique  Vosges, caractérisée par une pluviométrie très élevée (1 500 à 2 000 mm/an) en toutes saisons et un hiver rude (moins de 1 °C). 
Pour la période 1971-2000, la température annuelle moyenne est de 9,9 °C, avec une amplitude thermique annuelle de 17,2 °C. Le cumul annuel moyen de précipitations est de 877 mm, avec 11,6 jours de précipitations en janvier et 9,4 jours en juillet. Pour la période 1991-2020, la température moyenne annuelle observée sur la station météorologique de Météo-France la plus proche, « Berg », sur la commune de Berg à 9 km à vol d'oiseau, est de 10,4 °C et le cumul annuel moyen de précipitations est de 801,8 mm. 
La température maximale relevée sur cette station est de 37,4 °C, atteinte le 25 juillet 2019 ; la température minimale est de −16,8 °C, atteinte le 7 février 2012,,. 
Les paramètres climatiques de la commune ont été estimés pour le milieu du siècle (2041-2070) selon différents scénarios d'émission de gaz à effet de serre à partir des nouvelles projections climatiques de référence DRIAS-2020. Ils sont consultables sur un site dédié publié par Météo-France en novembre 2022.

## Urbanisme

### Typologie
Au 1er janvier 2024, Harskirchen est catégorisée bourg rural, selon la nouvelle grille communale de densité à sept niveaux définie par l'Insee en 2022.
Elle est située hors unité urbaine. Par ailleurs la commune fait partie de l'aire d'attraction de Sarre-Union, dont elle est une commune de la couronne,. Cette aire, qui regroupe 12 communes, est catégorisée dans les aires de moins de 50 000 habitants,.

### Occupation des sols
L'occupation des sols de la commune, telle qu'elle ressort de la base de données européenne d’occupation biophysique des sols Corine Land Cover (CLC), est marquée par l'importance des forêts et milieux semi-naturels (48,4 % en 2018), en augmentation par rapport à 1990 (47,3 %). La répartition détaillée en 2018 est la suivante : 
forêts (48,4 %), prairies (20,3 %), zones agricoles hétérogènes (13,5 %), terres arables (13,1 %), zones urbanisées (4,8 %). L'évolution de l’occupation des sols de la commune et de ses infrastructures peut être observée sur les différentes représentations cartographiques du territoire : la carte de Cassini (XVIIIe siècle), la carte d'état-major (1820-1866) et les cartes ou photos aériennes de l'IGN pour la période actuelle (1950 à aujourd'hui).

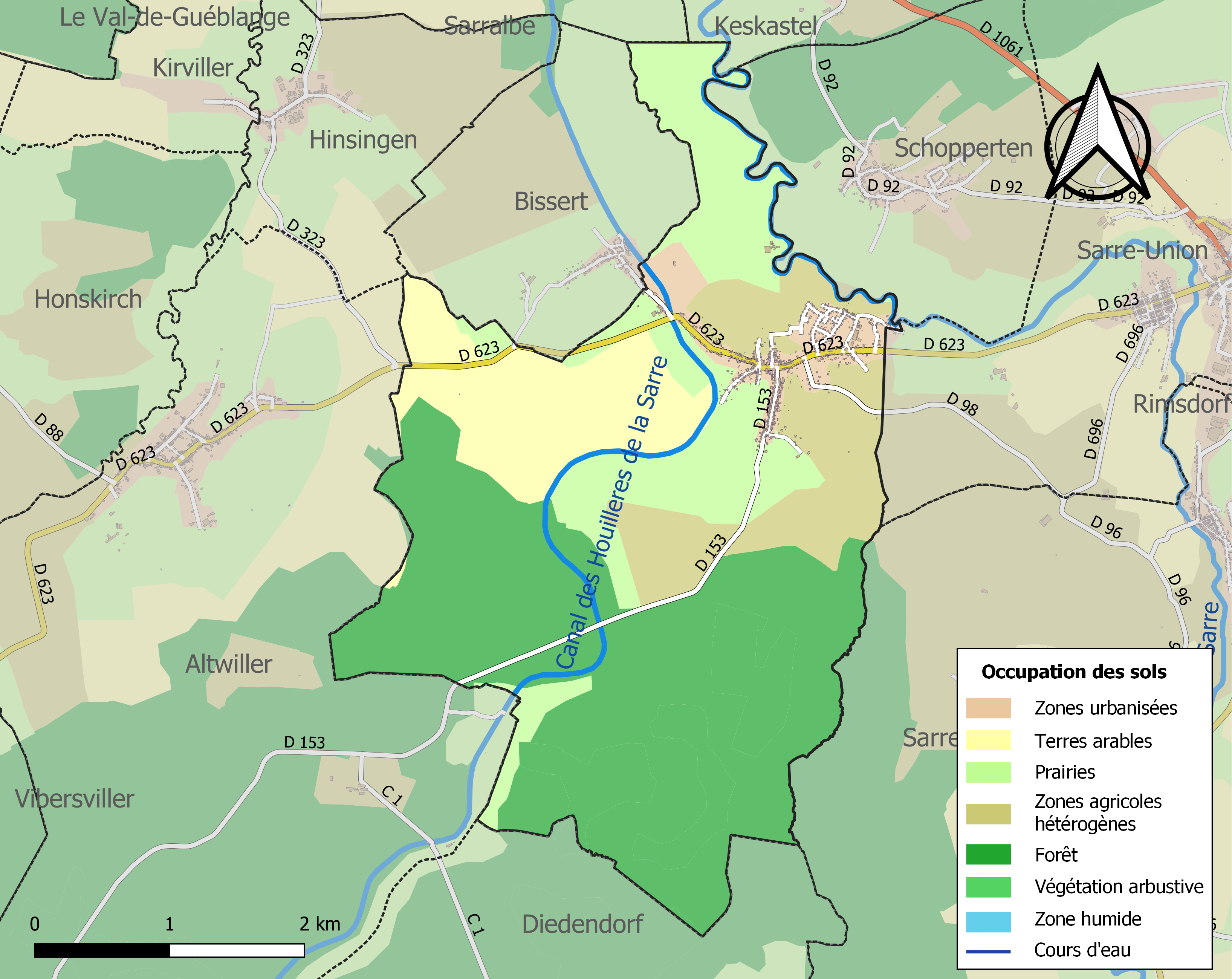
Carte des infrastructures et de l'occupation des sols de la commune en 2018 (CLC).

### Habitat et logement
En 2018, le nombre total de logements dans la commune était de 432, alors qu'il était de 401 en 2013 et de 398 en 2008.
Parmi ces logements, 85,2 % étaient des résidences principales, 1 % des résidences secondaires et 13,9 % des logements vacants. Ces logements étaient pour 81,5 % d'entre eux des maisons individuelles et pour 18,5 % des appartements.
Le tableau ci-dessous présente la typologie des logements à Harskirchen en 2018 en comparaison avec celle du Bas-Rhin et de la France entière. Une caractéristique marquante du parc de logements est ainsi une proportion de résidences secondaires et logements occasionnels (1 %) inférieure à celle du département (3,1 %) et  à celle de la France entière (9,7 %). Concernant le statut d'occupation de ces logements, 77 % des habitants de la commune sont propriétaires de leur logement (79,4 % en 2013), contre 56,3 % pour le Bas-Rhin et 57,5 % pour la France entière.
| Typologie                                               | Harskirchen | Bas-Rhin | France entière |
| ------------------------------------------------------- | ----------- | -------- | -------------- |
| Résidences principales (en %)                           | 85,2        | 89       | 82,1           |
| Résidences secondaires et logements occasionnels (en %) | 1           | 3,1      | 9,7            |
| Logements vacants (en %)                                | 13,9        | 7,8      | 8,2            |

## Toponymie
Hàrschkírich et Hàschkiech en francique rhénan.

## Histoire
Avant 1793, la commune appartenait au comté de Sarrewerden, devenant par la suite alsacienne.

## Politique et administration

### Rattachements administratifs et électoraux

#### Rattachements administratifs
La commune se trouve  dans l'arrondissement de Saverne du département du Bas-Rhin.
Après avoir été de 1793 à 1801 le chef-lieu dun fugace canton de Harskirchen, elle faisait partie depuis 1801 du canton de Sarre-Union. Dans le cadre du redécoupage cantonal de 2014 en France, cette circonscription administrative territoriale a disparu, et le canton n'est plus qu'une circonscription électorale.

#### Rattachements électoraux
Pour les élections départementales, la commune fait partie depuis 2014 du canton d'Ingwiller, dont les représentants siègent depuis la réforme de 2021 au conseil de la collectivité européenne d'Alsace, le conseil départemental d'Alsace.
Pour l'élection des députés, elle fait partie de la septième circonscription du Bas-Rhin.

### Intercommunalité
Harskirchen était membre de la communauté de communes du pays de Sarre-Union, un établissement public de coopération intercommunale (EPCI) à fiscalité propre créé fin 1998 et auquel la commune avait transféré un certain nombre de ses compétences, dans les conditions déterminées par le code général des collectivités territoriales.
Dans le cadre des dispositions de la loi portant nouvelle organisation territoriale de la République du 7 août 2015, qui prévoit que les établissements publics de coopération intercommunale (EPCI) à fiscalité propre doivent avoir un minimum de 15 000 habitants, cette intercommunalité a fusionné au sein de la communauté de communes de l'Alsace Bossue le 1er janvier 2017 dont est désormais membre la commune.

### Liste des maires
| Période                                  | Période                    | Identité          | Étiquette | Qualité |
| ---------------------------------------- | -------------------------- | ----------------- | --------- | --- |
| Les données manquantes sont à compléter. |                            |                   |           | |
| 1959                                     | 1995                       | Louis Jung        |           | Directeur de société Sénateur du Bas-Rhin (1959 → 1995) Maire d’Altwiller (1953 → 1959) Président de l’assemblée parlementaire du Conseil de l’Europe (1986 → 1989) |
| 1995                                     | 2014                       | Bernard Schaeffer |           | |
| 2014                                     | août 2022                  | Jean-Marc Schmitt |           | Profession libérale Mort en fonction |
| octobre 2022                             | En cours (au 30 mars 2023) | Benoît Boyon      |           | Artisan |

## Démographie
L'évolution du nombre d'habitants est connue à travers les recensements de la population effectués dans la commune depuis 1793. Pour les communes de moins de 10 000 habitants, une enquête de recensement portant sur toute la population est réalisée tous les cinq ans, les populations de référence des années intermédiaires étant quant à elles estimées par interpolation ou extrapolation. Pour la commune, le premier recensement exhaustif entrant dans le cadre du nouveau dispositif a été réalisé en 2006.

En 2022, la commune comptait 894 habitants, en évolution de +4,56 % par rapport à 2016 (Bas-Rhin : +3,17 %, France hors Mayotte : +2,11 %).
| 1793 | 1800 | 1806 | 1821 | 1831  | 1836  | 1841  | 1846  | 1851  |
| ---- | ---- | ---- | ---- | ----- | ----- | ----- | ----- | ----- |
| 793  | 941  | 940  | 964  | 1 002 | 1 203 | 1 216 | 1 157 | 1 053 |

| 1856  | 1861  | 1866  | 1871  | 1875  | 1880 | 1885 | 1890 | 1895 |
| ----- | ----- | ----- | ----- | ----- | ---- | ---- | ---- | ---- |
| 1 043 | 1 055 | 1 097 | 1 081 | 1 038 | 963  | 943  | 957  | 938  |

| 1900 | 1905 | 1910 | 1921  | 1926 | 1931 | 1936 | 1946 | 1954 |
| ---- | ---- | ---- | ----- | ---- | ---- | ---- | ---- | ---- |
| 920  | 913  | 894  | 1 026 | 817  | 804  | 752  | 771  | 686  |

| 1962 | 1968 | 1975 | 1982 | 1990 | 1999 | 2006 | 2011 | 2016 |
| ---- | ---- | ---- | ---- | ---- | ---- | ---- | ---- | ---- |
| 721  | 742  | 811  | 821  | 871  | 847  | 842  | 836  | 855  |

| 2021 | 2022 | - | - | - | - | - | - | - |
| ---- | ---- | - | - | - | - | - | - | - |
| 888  | 894  | - | - | - | - | - | - | - |

## Culture locale et patrimoine

### Lieux et monuments
- L'église protestante : 
Construite en 1767 par Frédéric-Joachim Stengel, l'architecte officiel du prince Guillaume Henri de Nassau-Sarrebrück, et son adjoint Karl-Abraham Dodel, elle est un des fleurons de  l'architecture baroque en Alsace. 
Elle fait partie de toute la série d'édifices religieux construits dans la région de Sarre-Union après le partage du comté. Harskirchen devient alors la capitale des possessions alsaciennes de la branche Nassau-Saarbrücken. 
L'église, aujourd'hui classée, constitue un ensemble baroque assez inhabituel pour une église protestante.

L'église protestante
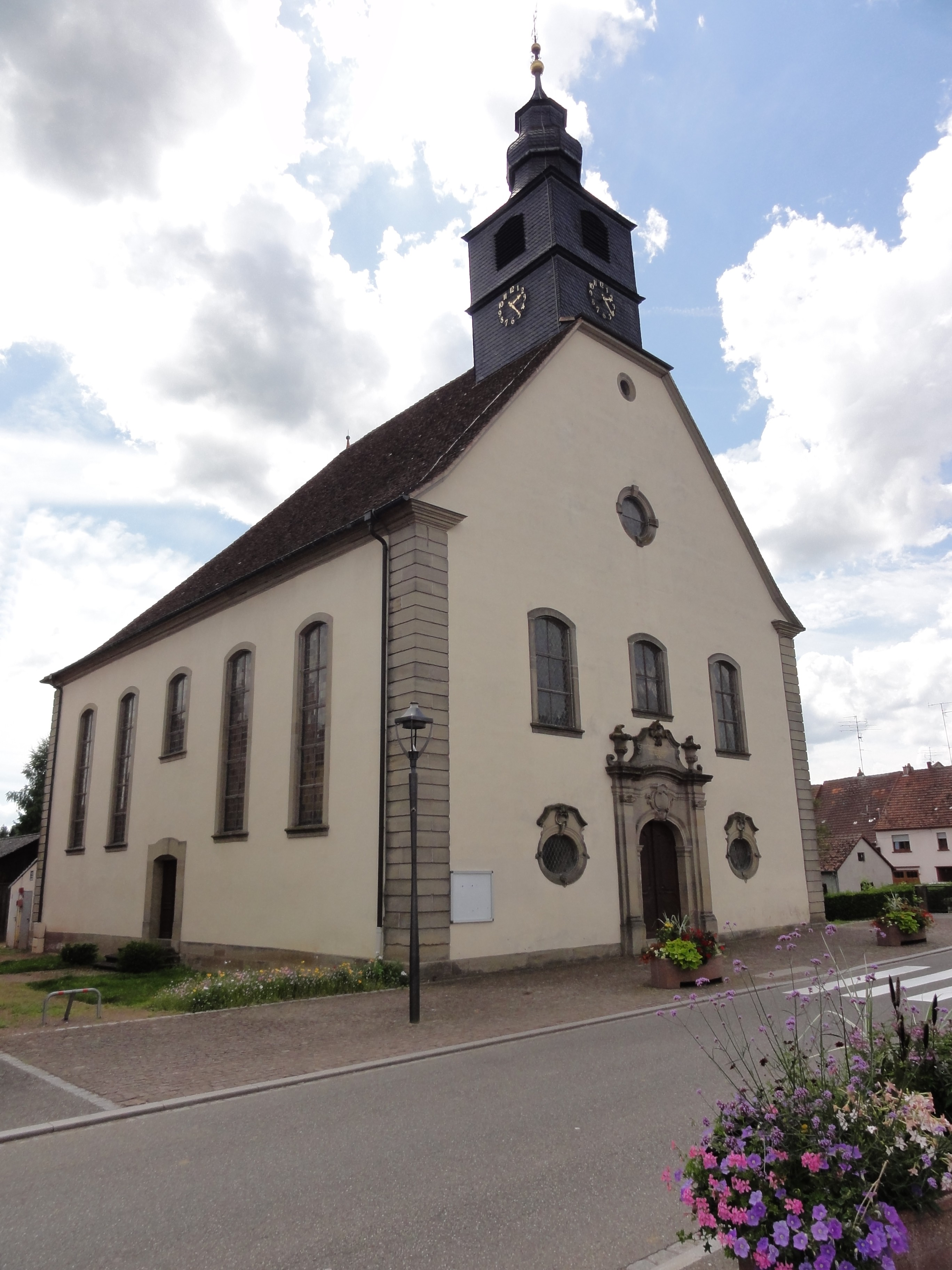
Église protestante de Harskirchen.
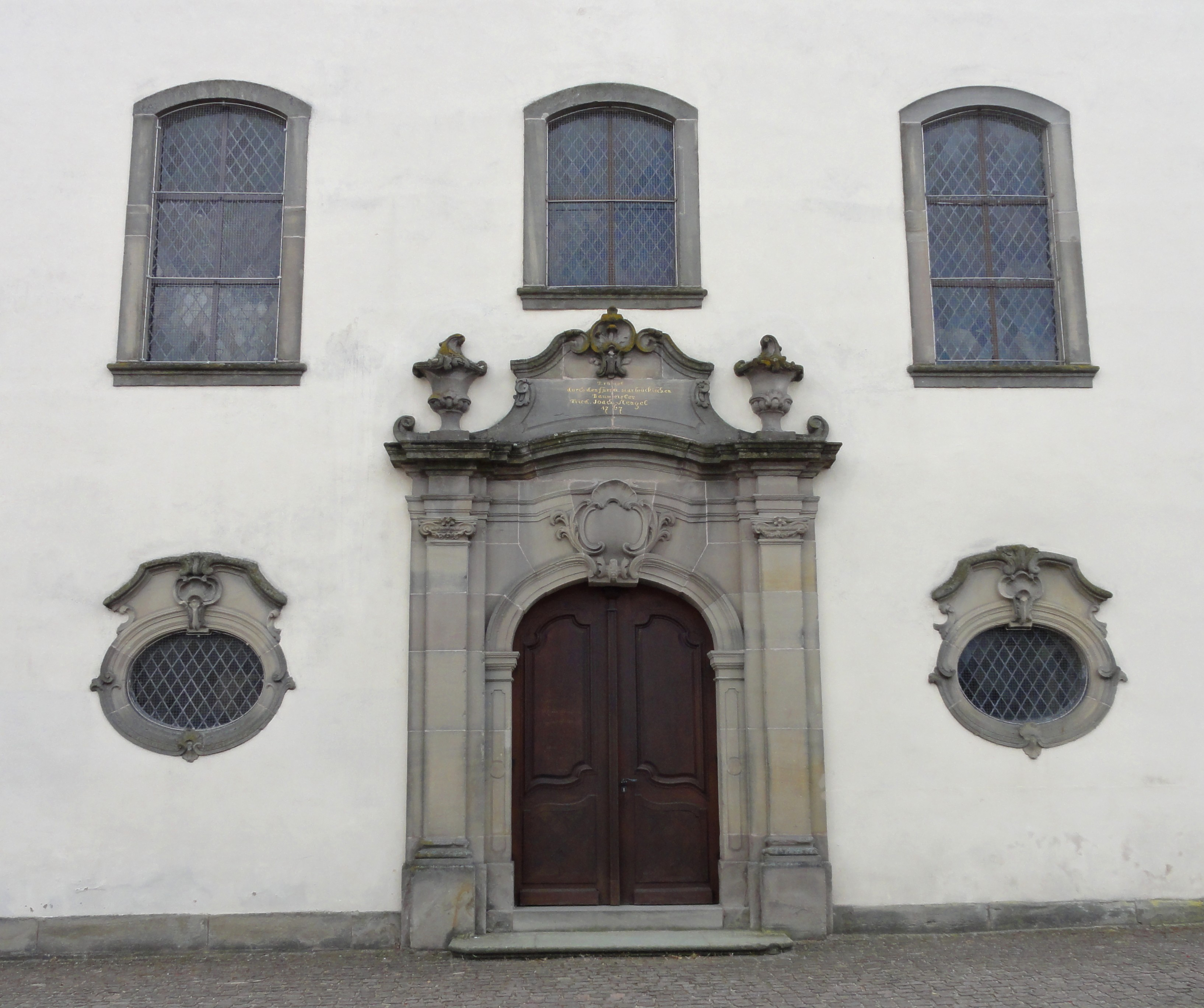
Portail baroque de l'église protestante.
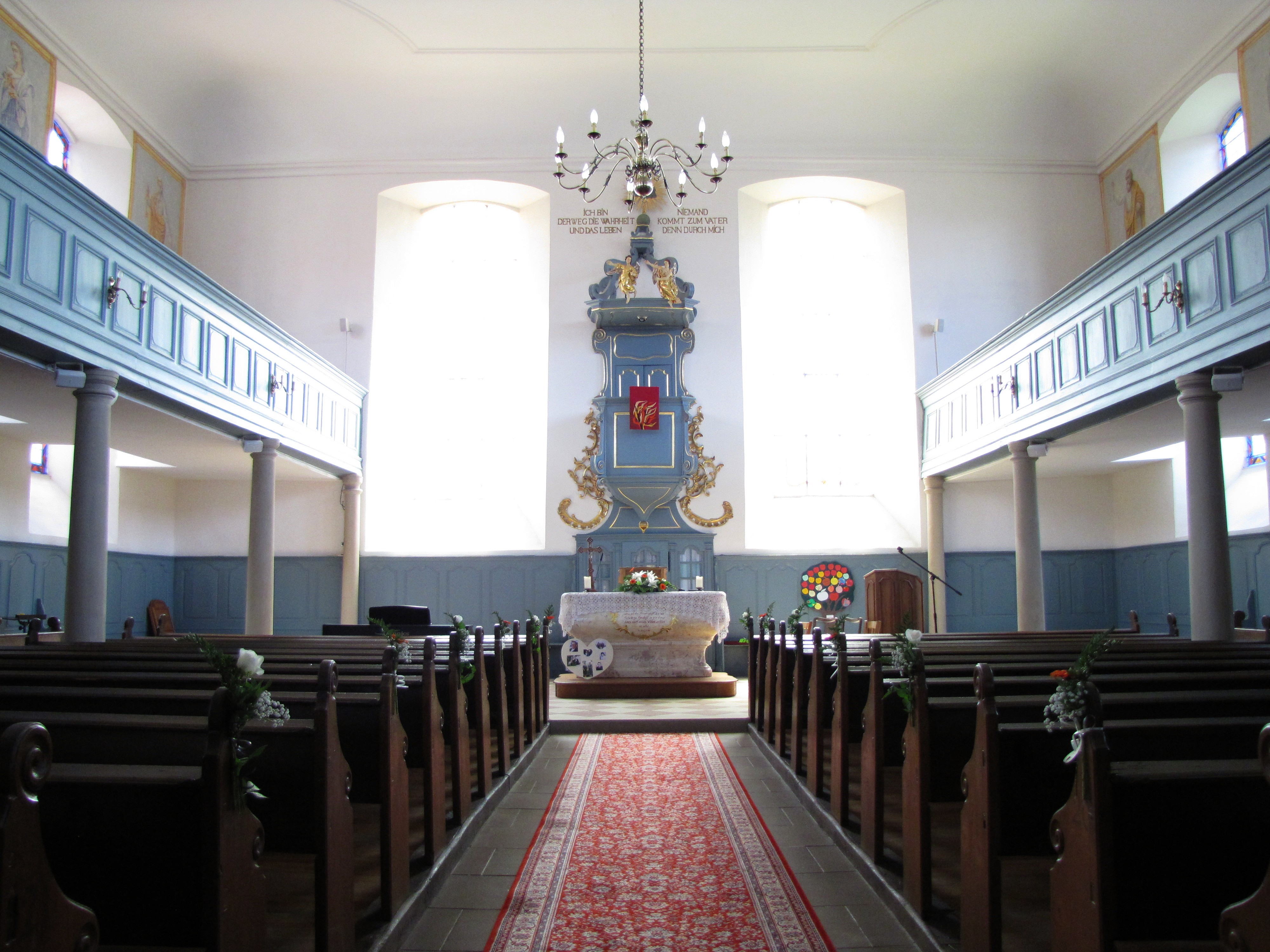
Intérieur de l'église protestante.
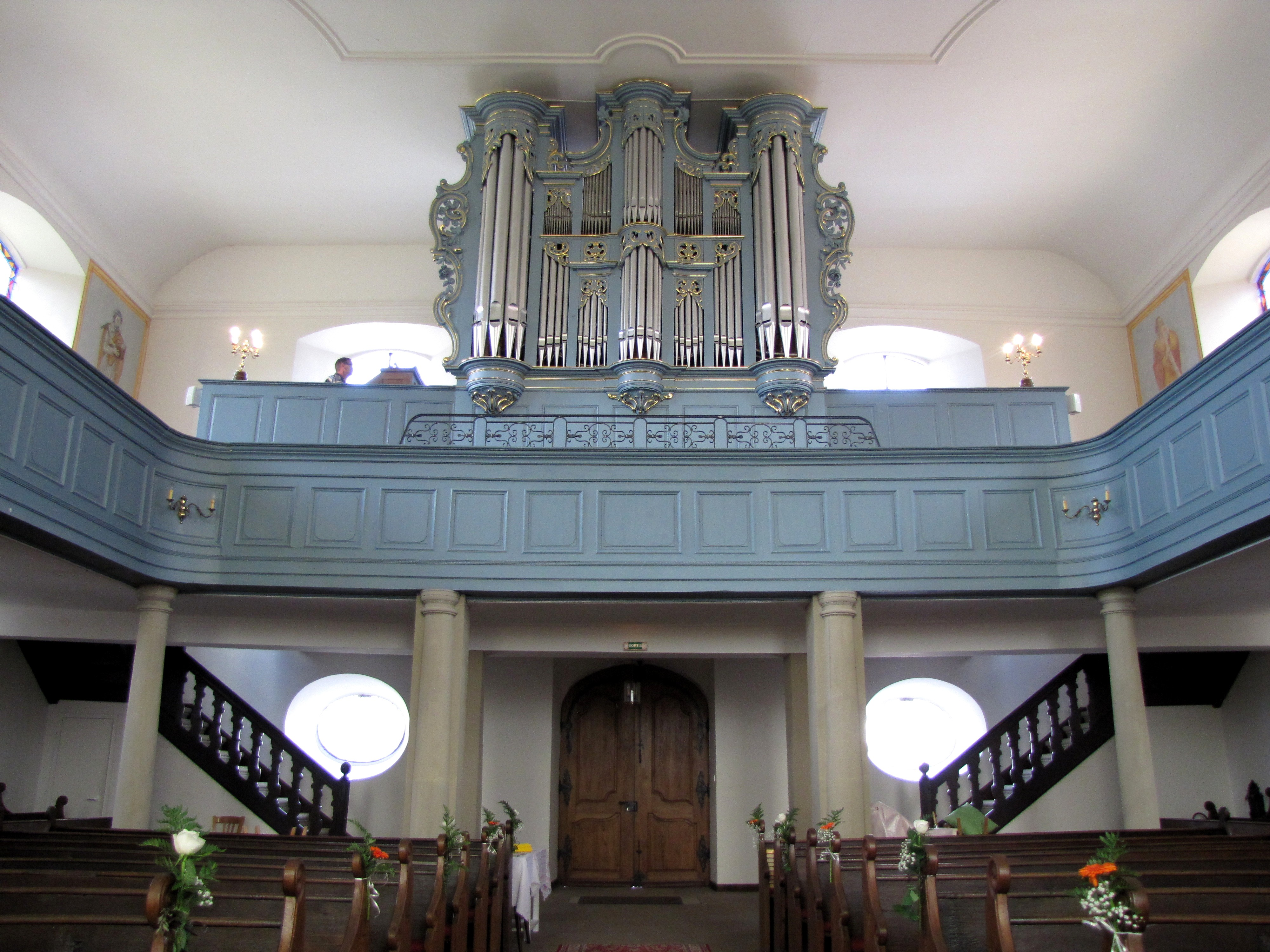
Tribune de l'orgue  Johann-Georg Geib (1768).

- Les moulins de la Sarre :
  - Le moulin de Willer.
  - Le moulin de la Honau.

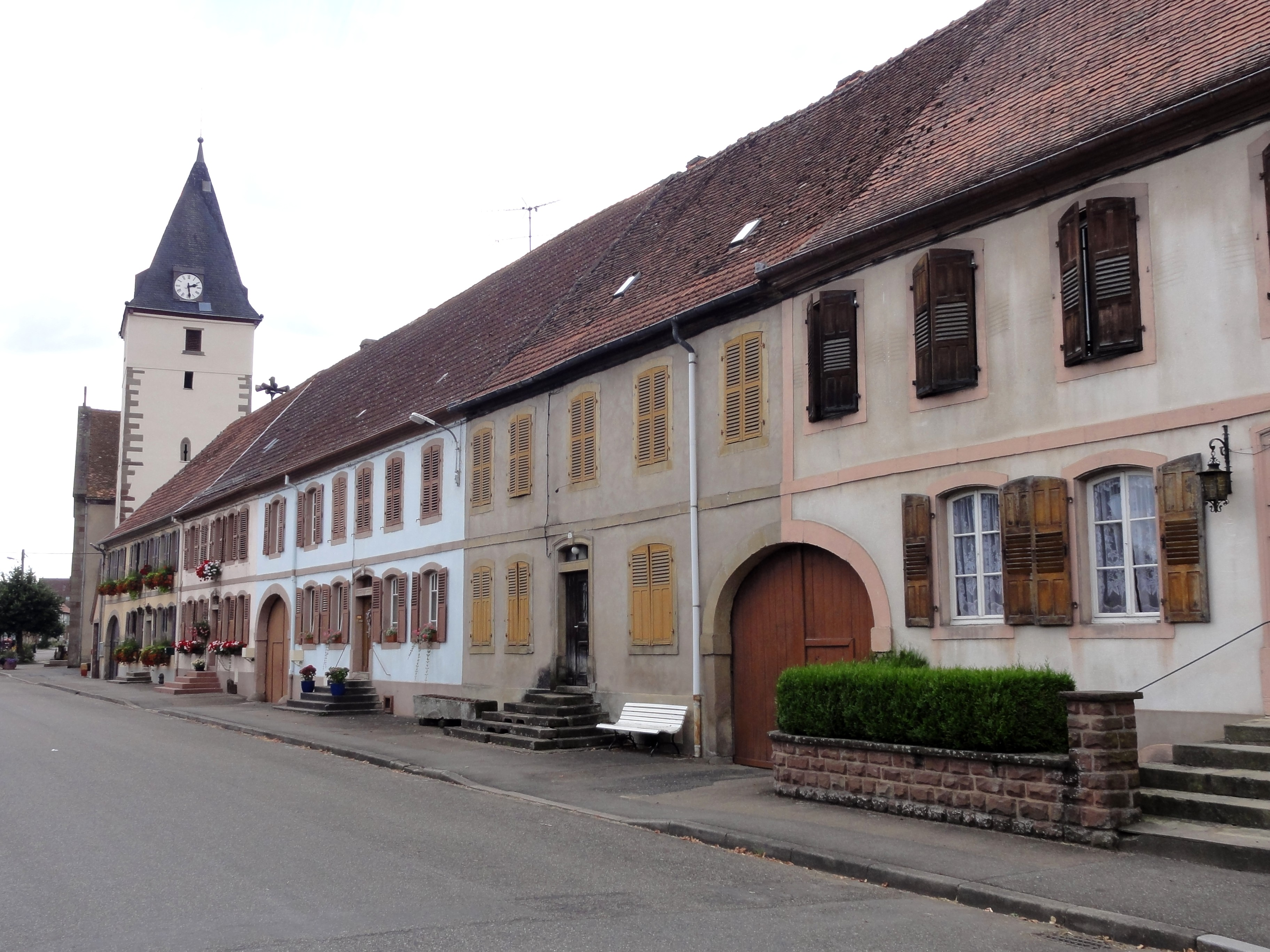
Rue de Fénétrange vers l'église St Nicolas
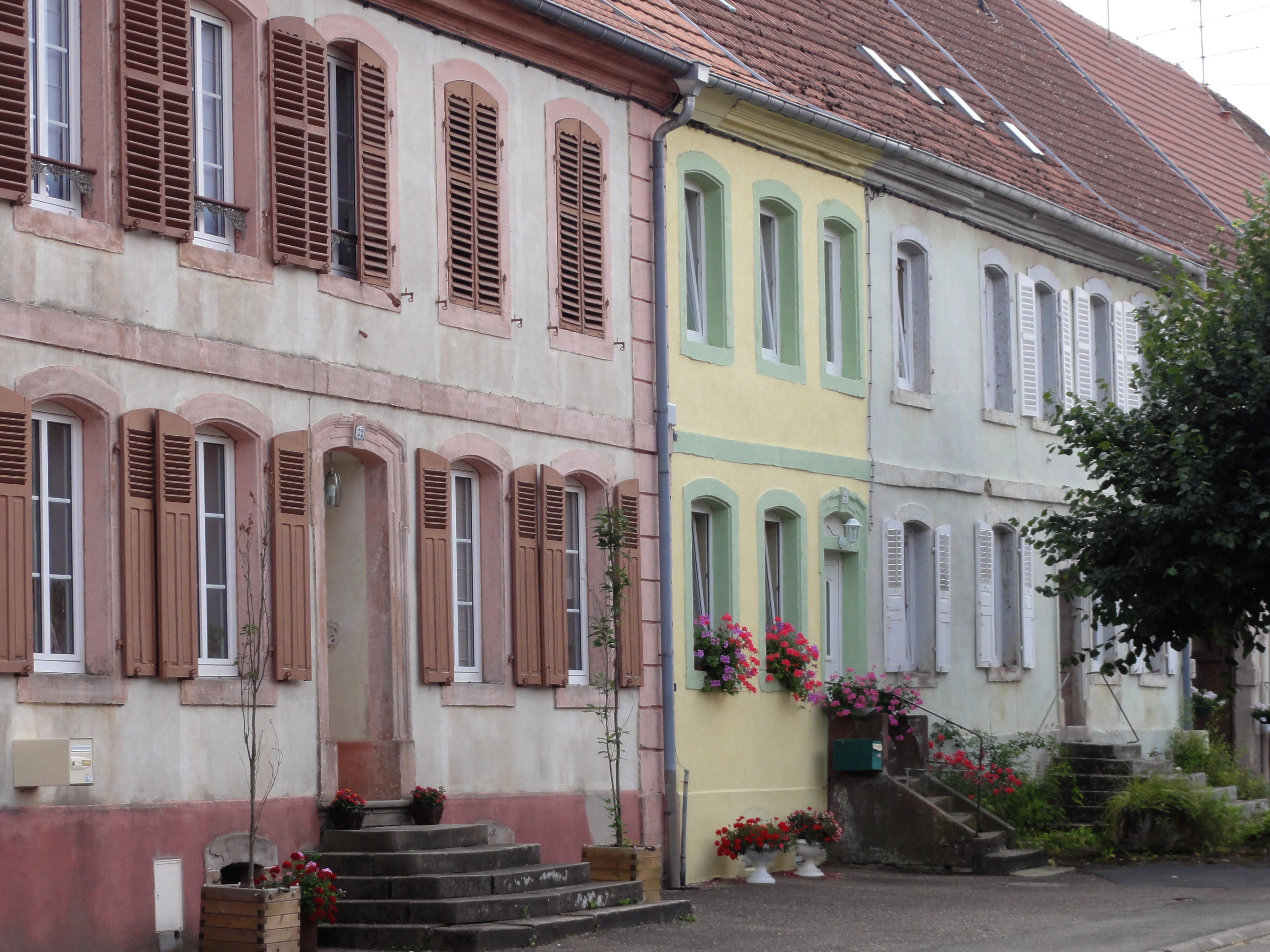
Maisons de la rue de Fénétrange.
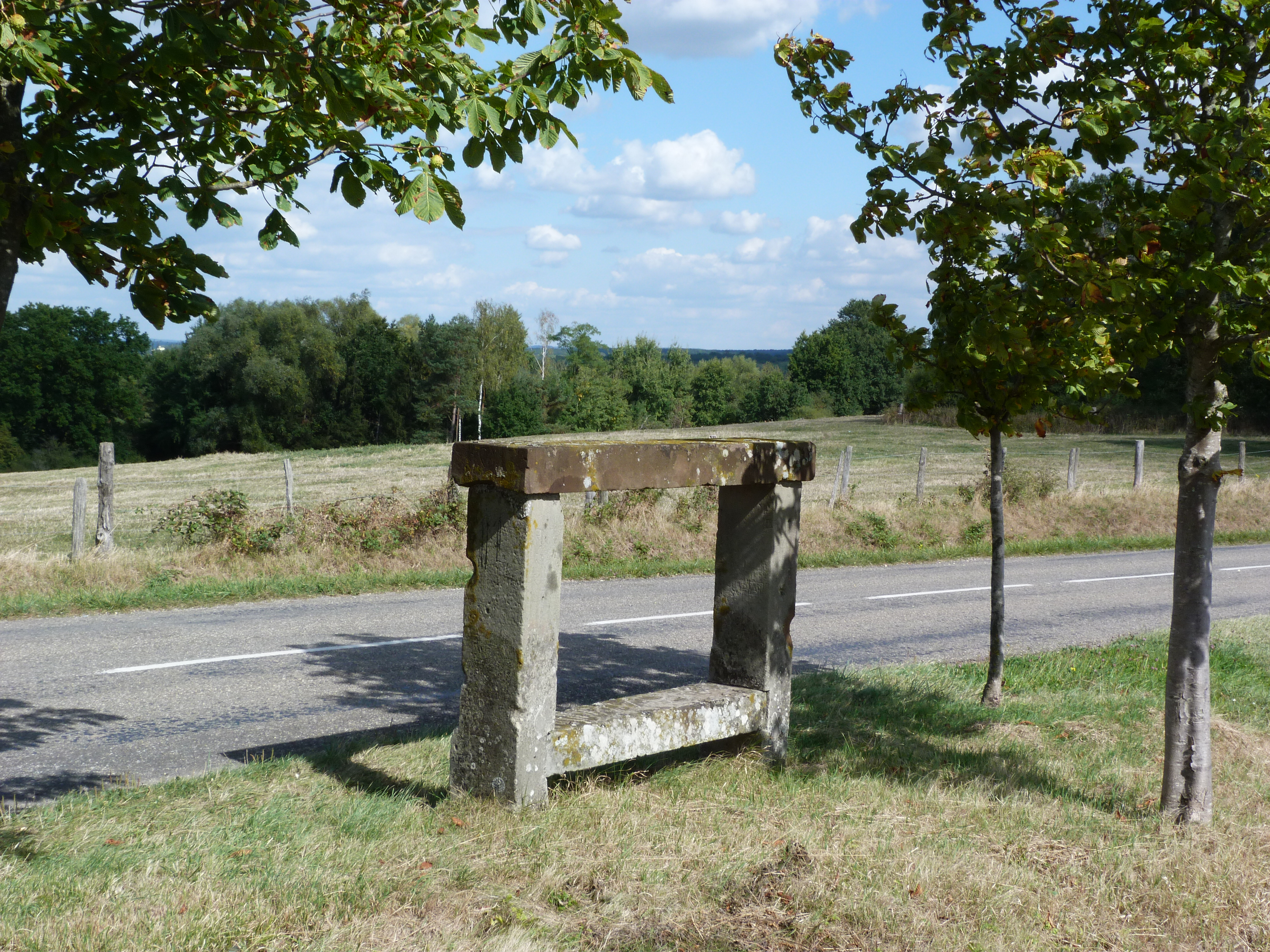
Banc-reposoir napoléonien.

### Personnalités liées à la commune
- Frédéric Schoell (1766-1833), historien, philologue, libraire et diplomate français au service de la Prusse, y est né .

### Héraldique
| Blason de Harskirchen | Blason  | Parti : au premier mi-parti de sable à l'aigle bicéphale d'argent, membrée et becquée d'or, lampassée de gueules, au second d'azur semé de croisettes d'argent au lion du même couronné d'or. |
| Blason de Harskirchen | Détails | Le statut officiel du blason reste à déterminer. |

## Pour approfondir